# Milieuactivisme
Milieuactivisme is bewust politiek handelen ter verdediging van de leefwereld.
In samenhang met het bekend worden van de klimaatverandering is het begrip klimaatactivisme ontstaan voor het specifieke politiek activisme daaromtrent.

## Thema's
Enkele thema's binnen het milieuactivisme zijn duurzame ontwikkeling, recycling, manieren van energieopwekking, voedselveiligheid, bescherming van natuurgebieden en bescherming van diersoorten.

## Organisaties

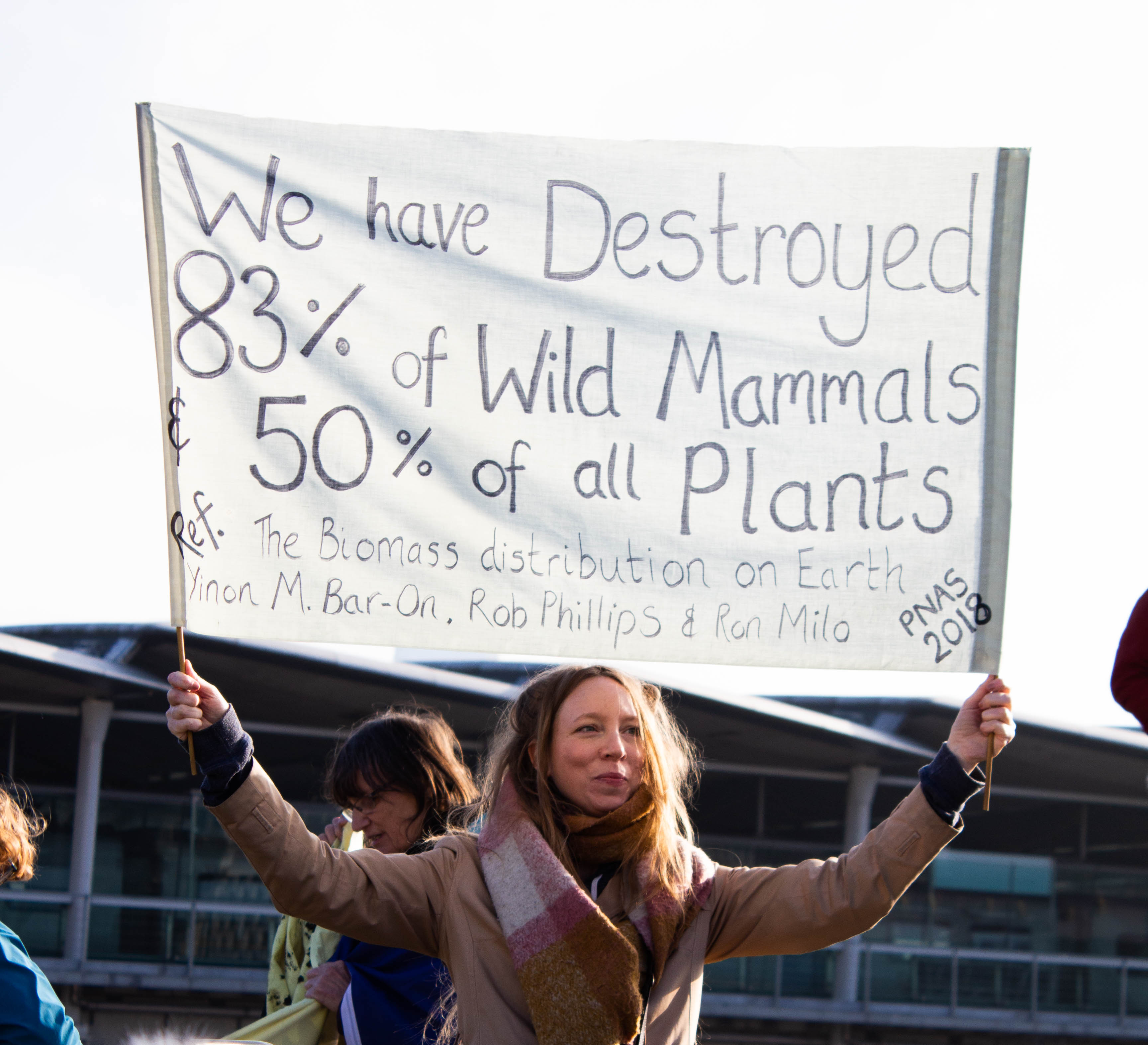
Actievoerder van Extinction Rebellion protesteert tegen het verlies aan biodiversiteit (2018)

### Nederland en België
Een bekende Nederlandse organisatie van radicale milieuactivisten is GroenFront!. Minder radicaal zijn bijvoorbeeld Milieudefensie en stichting Natuur & Milieu, ook Schoolstaking voor het klimaat (ook wel Fridays for Future), opgericht door Greta Thunberg, is een bekende organisatie. 

### Internationaal
Internationaal belangrijke organisaties: 
- Greenpeace
- World Wide Fund for Nature
- 350.org

Radicaler zijn onder meer: 
- Extinction Rebellion.
- Just Stop Oil[1] (Verenigd Koninkrijk)
- Letzte Generation[2] (Duitsland, Oostenrijk)

## Bekende milieuactivisten
- Al Gore
- Alexander Nikitin
- Anuna De Wever
- Bart Martens
- Bruno Manser
- Bianca Jagger
- Diederik Samsom
- Diane Wilson
- Farid Tukhbatullin
- Greta Thunberg
- Harry Voss
- Helena Norberg-Hodge
- Jan Juffermans
- Jeanette Kawas
- Krista van Velzen
- Leonardo DiCaprio
- Máxima Acuña
- Paul Watson
- Remi Poppe
- Steven Vromman
- Volkert van der Graaf
- Wangari Maathai

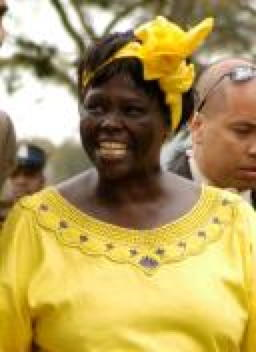
Nobelprijswinnares en milieuactiviste Wangari Maathai

In 2004 werd Keniaanse milieuactiviste Wangari Maathai erkend met de Nobelprijs voor de Vrede.

## Moorden op activisten
Door hun activiteten ter verdediging van de natuur en de belangen van plaatselijke gemeenschappen, raken milieuactivisten geregeld in conflict met machtige belangen van ondernemingen en criminelen. Niet zelden leidt dat tot brutale moordaanslagen op activisten. In 2019 zouden volgens Global Witness minstens 212 activisten vermoord zijn geweest, waarvan ruim de helft in Colombia (64) en de Filipijnen (43). Maar ook Brazilië en Centraal-Amerika blijken gevaarlijk.

## Kritiek
In de Angelsaksische landen ontstond na het Akkoord van Parijs en de Movement for Black Lives kritiek als gevolg van het vermeende overwicht van blanke middenklassers in de milieubeweging, en de ondervertegenwoordiging van minderheidsgroepen.